# José Brandaris de la Cuesta
José Brandaris de la Cuesta (n. 1882) fue un militar español.

## Biografía
Nacido en San Juan de Puerto Rico el 18 de septiembre de 1882, fue militar de carrera, perteneciente al arma de artillería.
Tras el estallido de la Guerra civil, en julio de 1936, se mantuvo fiel a la República. En noviembre de 1936 fue nombrado comandante militar de la isla y jefe de la base naval de Mahón, asumiendo el cargo el 11 de diciembre. A su llegada a la isla se pusieron fin a los asesinatos y a la represión desatada por su antecesor, el maquinista Nicanor Menéndez Casanova. En mayo de 1937 abortó la conspiración de un pequeño grupo militares pro-franquistas que planeaban hacerse con el control de la isla.
A propuesta de Vicente Rojo, en diciembre de 1938 fue ascendido a general. El 24 de enero de 1939 fue nombrado comandante militar de Barcelona, con la misión de organizar la defensa militar de la ciudad condal. Brandaris de la Cuesta, sin embargo, rechazaría asumir esta responsabilidad dado que durante toda la contienda ha permanecido virtualmente desconectado de la situación militar real en la península. Finalmente, el coronel Jesús Velasco Echave asumiría el cargo de comandante militar. Tras el final de la contienda se exilió en Francia y, posteriormente, en México.
- Cabanellas, Guillermo (1975). La guerra de los mil días: nacimiento, vida y muerte de la II República Española II. Buenos Aires: Heliasta.
- Ginard, David (2000). Heriberto Quiñones y el Movimiento Comunista en España (1931-1942). Documenta Balear.
- Martínez Bande, José Manuel (1979). La Campaña de Cataluña. Madrid: Ed. San Martín.
- Massot, Josep (2009). Menorca dins el dominó mediterrani, 1936-1939. Publicacions de l'Abadia de Montserrat.
- Ortiz, José Alejandro; Torres, Teresita (2015). Voluntarios de la Libertad. Puertorriqueños en defensa de la República Española 1936-1939. San Juan: Callejón.
- Zaragoza, Cristóbal (1983). Ejército Popular y Militares de la República, 1936-1939. Barcelona: Ed. Planeta.

- Datos: Q42905474